# Notiphila olivacea
Notiphila olivacea är en tvåvingeart som beskrevs av Cresson 1917. Notiphila olivacea ingår i släktet Notiphila och familjen vattenflugor. Inga underarter finns listade i Catalogue of Life.